# Aria Națională Protejată Nam Ha

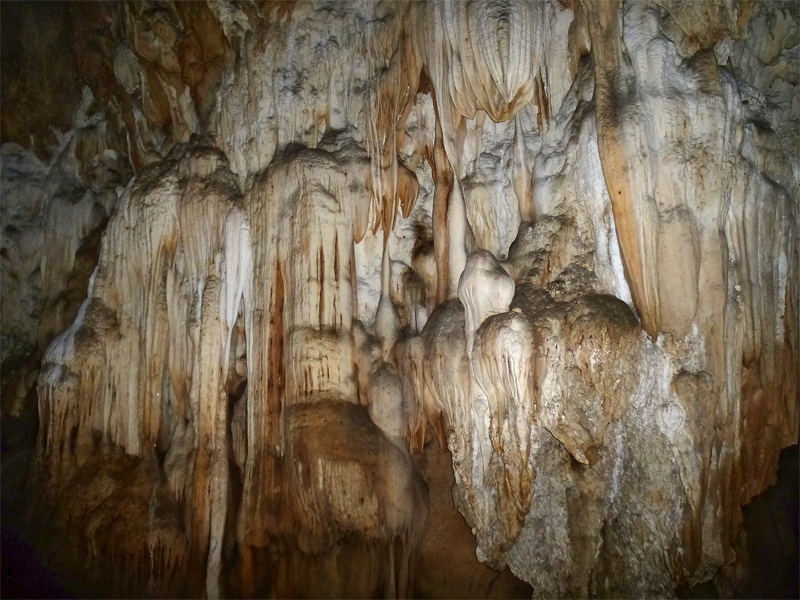
Peștera Tham Khao Rao în ANP Nam Ha

Aria Națională Protejată Nam Ha este o zonă protejată național în provincia Luang Namtha în nordul Laosului. Acest parc, împădurit în cea mai mare parte, găzduiește o varietate de grupuri etnice și diverse specii de animale și plante. Parcul este o destinație de ecoturism.

## Geografie
Aria Națională Protejată Nam Ha este situată la aproximativ 5 km sud-vest de Luang Namtha și acoperă părți din toate cele cinci districte ale provinciei. Zona parcului este de 2.224 de kilometri pătrați. Parcul cuprinde Zona Păsărilor Nam Ha, cu o suprafață de 1.845 kilometri pătrați. Altitudinile variază de la aproximativ 500 de metri până la 2.094 de metri. Parcul cuprinde trei râuri care se varsă în Mekong: Nam Tha, Nam Fa și Nam Long. Nam Tha este primul afluent important Mekongului după intrarea în Laos.

## Istoric
În 1980 Nam Ha a fost declarată ca fiind o Zonă provincială protejată. În 1993 s-a decis ca Aria Națională Protejată Nam Ha să acopere 697 kilometri pătrați. Aceasta a fost extinsa în 1999 ajungând la mărimea din prezent de 2.224 kilometri pătrați. În 2003, Nam Ha a fost inclusă pe lista de patrimoniu a ASEAN, singurul de acest fel din Laos. În 2006, Proiectul Ecoturism Nam Ha (un proiect comun UNESCO-Lao pentru a gestiona în mod durabil parcul) a câștigat Premiul Ecuator.

## Flora și fauna

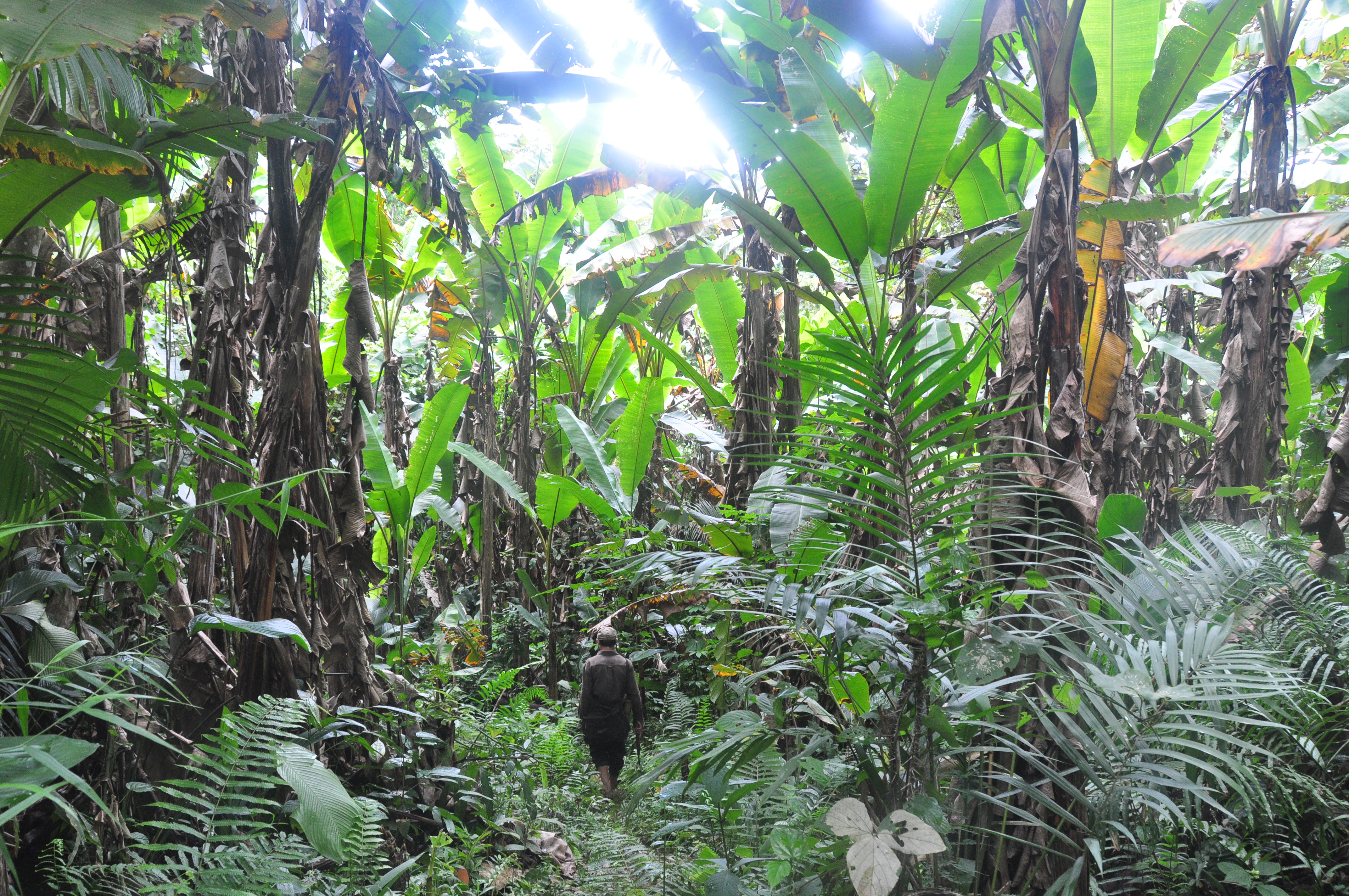
Pădure din parc

Principalul tip de pădure al parcului este un amestec între o pădure de foioase secundare și o pădure cu copaci permanent verzi. La altitudini mai joase ale parcului, în câmpia Luang Namtha, modificarea umană a pădurii este evidentă și habitatele includ zone de bambus și tundră. [2] Speciile de animale includ macacul de Assam, leopardul de copac, gaurul, tigrul, elefantul și, posibil, o specie unică de muntiac. [2] [4] Parcul găzduiește diverse specii de păsări: aproximativ 300 de specii sunt înregistrate aici [2] Câteva specii sunt unice în Laos Nam Ha[4]. 

## Pericole

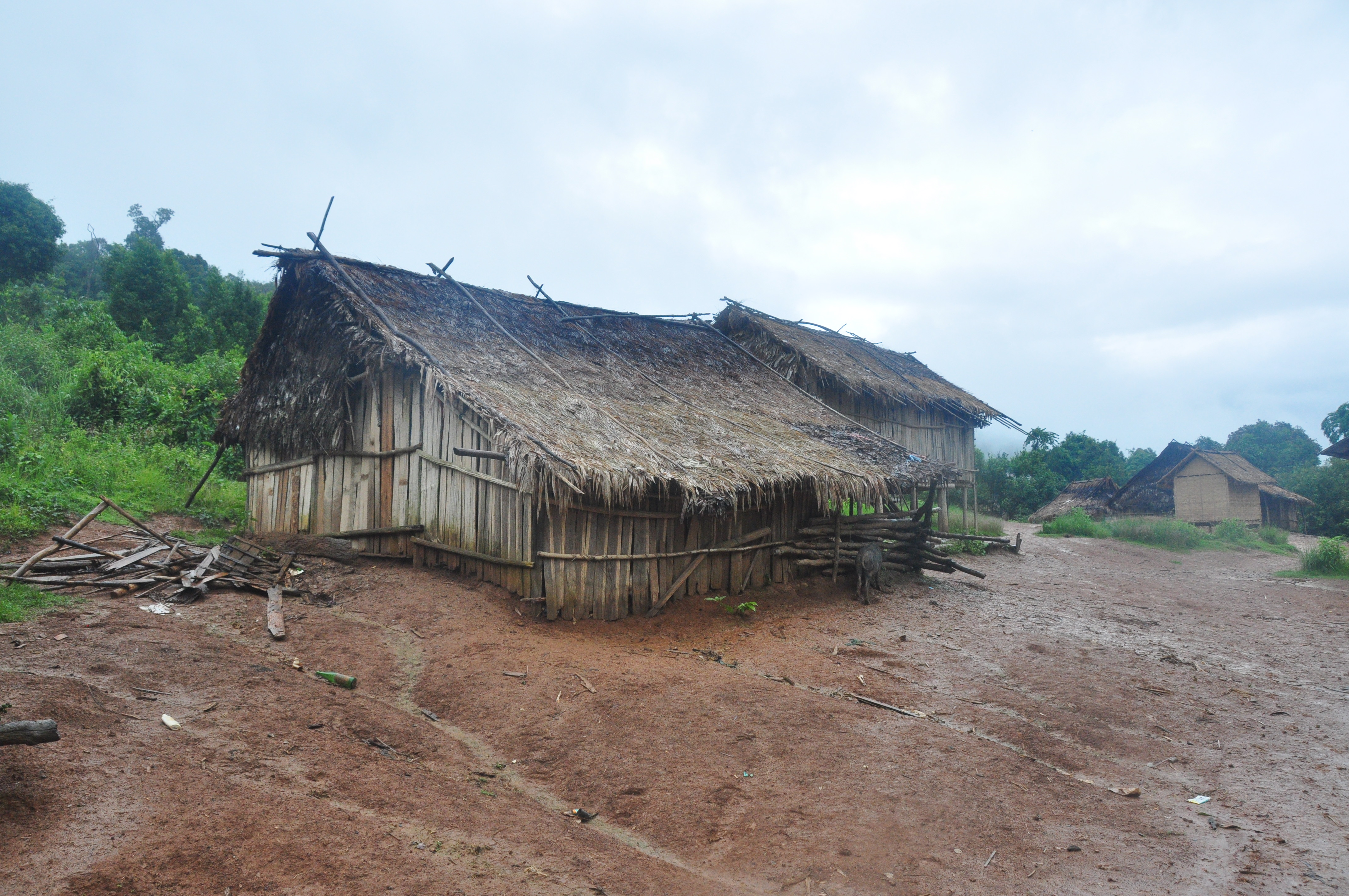
Sat din incinta ariei protejate

Nam Ha se confruntă cu o serie de amenințări de mediu. Cea mai importantă este agricultura de tip taie-și-arde. Recoltarea produselor forestiere, inclusiv lemnul, este, de asemenea, o amenințare. Vânătoarea de animale sălbatice este realizată atât de rezidenți cât și de cei din afara zonei. Animalele domestice circulă liber, perturbând viața sălbatică și habitatele sălbatice dăunătoare. [2] Unele zone împădurite au fost defrișate pentru a face loc plantațiilor de cauciuc. [1]

## Lista de referințe
1. 1 2 3  
„Nam Ha NBCA”. Greater Mekong Subregion Sustainable Tourism Development Project in Lao PDR. Arhivat din original la 6 ianuarie 2014. Accesat în 26 noiembrie 2014.
2. 1 2  „Nam Ha Ecotourism Project” (PDF). UNDP Equator Initiative. Arhivat din original (PDF) la 24 septembrie 2015. Accesat în 27 noiembrie 2014.
3. ↑  
Ray, Nick; Bloom, Greg; Waters, Richard (februarie 2014). Lonely Planet Laos (ed. 8th). Lonely Planet. p. 106. ISBN 978-1-7432-1825-9.
4. ↑  
„Birdlife Data Zone: Nam Ha”. BirdLife International. 2003. Accesat în 5 iunie 2017.
5. ↑  „List of ASEAN Heritage Parks”. ASEAN Centre for Biodiversity. Arhivat din original la 2 aprilie 2015. Accesat în 16 martie 2015.